# Biscoito recheado

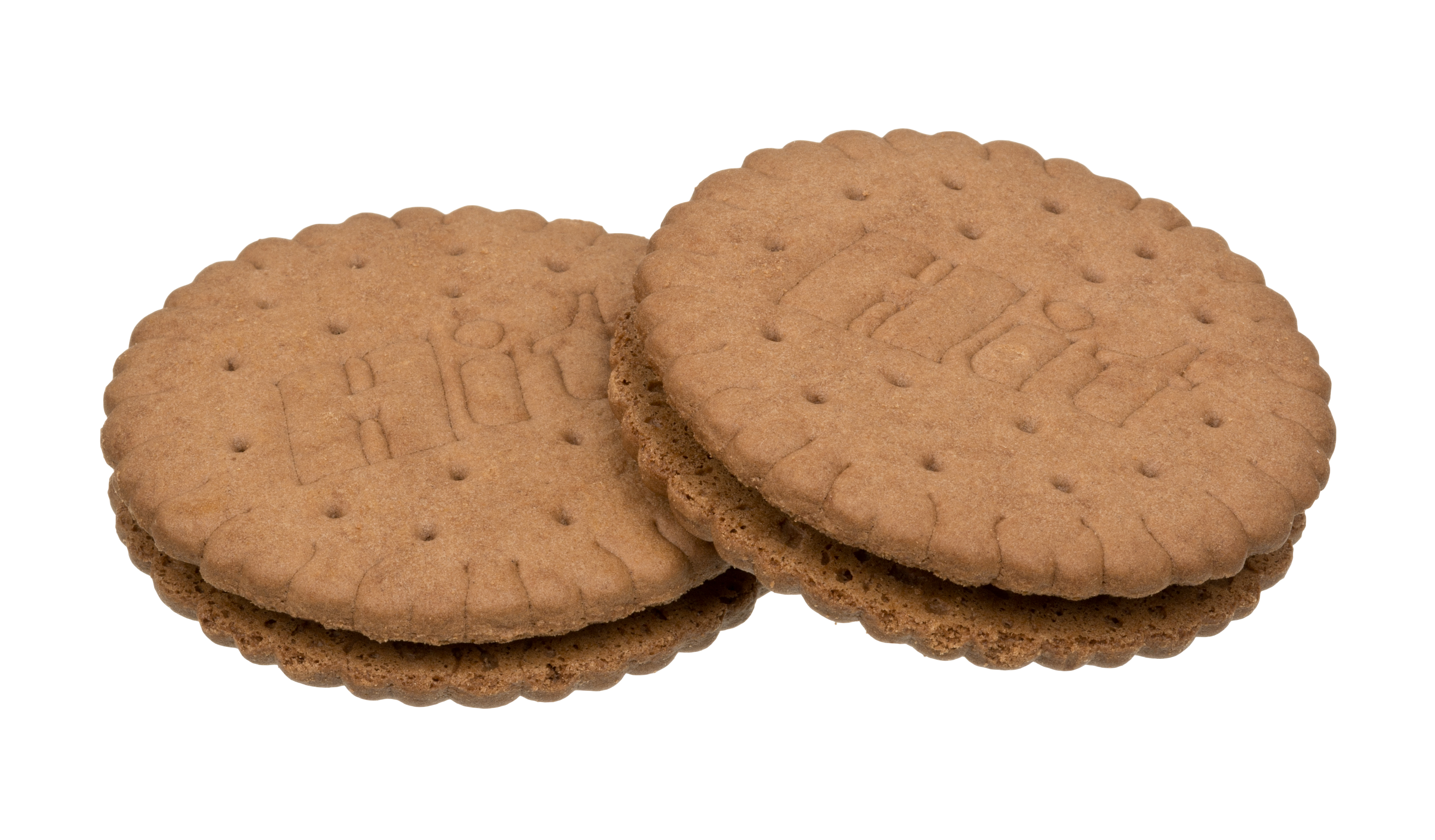
Bahlsen Hit cookies recheados

Um biscoito recheado, também conhecido como bolacha recheada, é um tipo de biscoito/bolacha que consiste em dois biscoitos entre os quais há um recheio. Acredita-se que, o termo bolacha recheada seja a junção de dois "biscoitos" acrescido do recheio, porém, o termo bolacha se diferencia apenas na data de origem da palavra no nosso vocabulário. 
Muitos tipos de recheios são usados, como creme, ganache, creme de manteiga, chocolate, cream cheese, geléia, manteiga de amendoim, coalhada de limão ou sorvete.

## Lista de biscoitos/bolachas recheadas

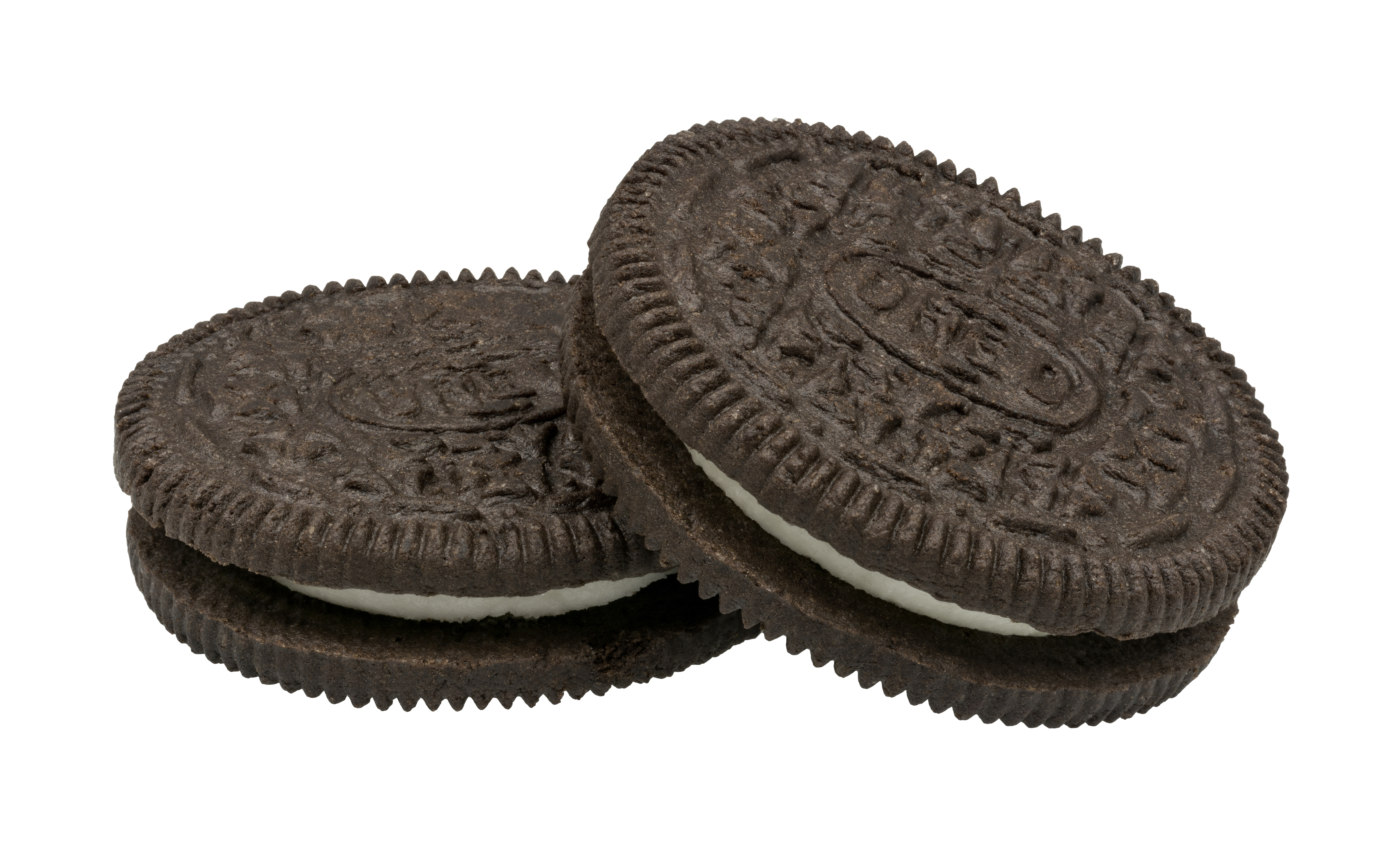
Biscoitos Oreo

- Biscoito Bourbon, biscoitos retangulares finos com sabor a chocolate escuro com recheio de creme de manteiga de chocolate
- Creme de creme, centro cremoso com sabor de creme entre biscoitos achatados
- EL Fudge Cookies, biscoitos amanteigados com sabor a manteiga com recheio de creme de caramelo
- Hydrox, biscoito recheado com creme e chocolate, fabricado pela Leaf Brands
- Sanduíche de sorvete, sobremesa congelada composta de sorvete entre duas bolachas, biscoitos ou outro biscoito semelhante
- Chipwich, sanduíche de sorvete feito de sorvete entre dois biscoitos de chocolate e enrolado em pedaços de chocolate
- Jammie Dodgers, biscoito amanteigado com recheio de geleia com sabor de framboesa ou morango
- Macaron, doce doce à base de merengue
- Biscoitos de creme de folha de bordo, biscoitos em forma de folha de bordo com recheio de creme de bordo
- Milano (biscoito), fina camada de chocolate imprensada entre dois biscoitos
- Monte Carlo (biscoito), biscoitos doces com recheio cremoso
- Moon Pie, marshmallow imprensado entre dois biscoitos e mergulhado em um revestimento com sabor
- Nutter Butter, biscoitos em forma de amendoim com recheio de manteiga de amendoim
- Barras de nozes, bolachas com manteiga de amendoim e cobertas de chocolate
- Oreo, uma linha de biscoitos sanduíche - principalmente um biscoito sanduíche de chocolate recheado com creme modelado após Hydrox - fabricado pela Mondelez International
- Prince de LU, biscoitos com creme de chocolate
- Bolacha, um biscoito crocante, geralmente doce, muito fino, plano e seco
- Rodas de carroça, biscoitos com recheio de marshmallow, coberto de chocolate
- Torta de Whoopie, pedaços de bolo redondos em forma de monte com recheio cremoso e doce